# Peter Hergert
Peter Hergert (* 6. Dezember 1899 in Berfa (Stadtteil von Alsfeld); † 8. Juni 1988 in Alsfeld) war ein deutscher Politiker (NSDAP) und Abgeordneter des Provinziallandtages der preußischen Provinz Hessen-Nassau.

## Leben
Peter Hergert war der Sohn des Johannes Hergert und dessen Ehefrau Anna Katharina Wettlaufer. Nach seiner Schulausbildung erlernte er in seinem Heimatdorf  – wie sein Vater – den Beruf des Holzarbeiters. Später war er im benachbarten  Lingelbach tätig, engagierte sich politisch und trat zum 1. Oktober 1930 in die NSDAP ein (Mitgliedsnummer 311.324). Als deren Vertreter erhielt er im Jahre 1933 ein Mandat für den Kurhessischen Kommunallandtag des preußischen Regierungsbezirks Kassel, aus dessen Mitte er zum Abgeordneten des Provinziallandtages der Provinz Hessen-Nassau bestimmt wurde.